# Africa de Sud la Jocurile Olimpice de vară din 2016
Africa de Sud a participat la Jocurile Olimpice de vară din 2016 de la Rio de Janeiro în perioada 5 – 21 august 2016, cu o delegație de 137 de sportivi, care a concurat în 15 sporturi. După cele șase medalii obținute la Londra 2012, Comitetul național olimpic sud-african stabilise ca obiectiv obținerea a zece medalii. Cu un total exact de zece medalii, inclusiv două de aur, Africa de Sud s-a aflat pe locul 30 în clasamentul final.

## Participanți
Delegația sud-africană a cuprins 137 de sportivi: 80 de bărbați și 41 de femei (rezervele la fotbal, handbal, hochei pe iarbă și scrimă nu sunt incluse). Cel mai tânăr atlet din delegația a fost jucătoarea de fotbal Linda Motlhalo (18 ani), cel mai vechi a fost navigatorul Roger Beresford Hudson (38 de ani).
| Sport           | Masculin | Feminin | Total |
| --------------- | -------- | ------- | ----- |
| Atletism        | 24       | 15      | 39    |
| Badminton       | 1        | 0       | 1     |
| Caiac canoe     | 0        | 1       | 1     |
| Canotaj         | 8        | 4       | 12    |
| Ciclism         | 5        | 2       | 7     |
| Echitație       | 0        | 1       | 1     |
| Fotbal          | 18       | 18      | 36    |
| Gimnastică      | 1        | 0       | 1     |
| Golf            | 2        | 2       | 4     |
| Judo            | 1        | 0       | 1     |
| Natație         | 12       | 1       | 13    |
| Navigație       | 3        | 0       | 3     |
| Rugby în VII    | 13       | 0       | 13    |
| Sărituri în apă | 0        | 1       | 1     |
| Triatlon        | 2        | 2       | 4     |
| Total           | 90       | 47      | 137   |

## Medalii

### Medaliați
| Medalie | Nume | Sport        | Probă                        | Dată      |
| ------- | --- | ------------ | ---------------------------- | --------- |
| Aur     | Wayde van Niekerk | Atletism     | 400 m masculin               | 14 august |
| Aur     | Caster Semenya | Atletism     | 800 m masculin               | 20 august |
| Argint  | Cameron van der Burgh | Natație      | 100 m bras masculin          | 7 august  |
| Argint  | Chad le Clos | Natație      | 200 m liber masculin         | 8 august  |
| Argint  | Lawrence Brittain Shaun Keeling | Canotaj      | Dublu rame (2-) masculin     | 11 august |
| Argint  | Chad le Clos | Natație      | 100 m fluture                | 12 august |
| Argint  | Luvo Manyonga | Atletism     | Săritura în lungime masculin | 13 august |
| Argint  | Sunette Viljoen | Atletism     | Aruncarea suliței feminin    | 18 august |
| Bronz   | Echipa națională masculină Dylan Sage Philip Snyman Tim Agaba Kwagga Smith Werner Kok Kyle Brown Cheslin Kolbe Roscko Speckman Justin Geduld Cecil Afrika Seabelo Senatla Juan de Jongh Francois Hougaard | Rugby în VII | Turneul masculin             | 11 august |
| Bronz   | Henri Schoeman | Triatlon     | Probă masculină              | 18 august |

### Medalii după sport
| Sport        | Aur | Argint | Bronz | Total |
| Atletism     | 2   | 2      | 0     | 4     |
| Natație      | 0   | 3      | 0     | 3     |
| Canotaj      | 0   | 1      | 0     | 1     |
| Rugby în VII | 0   | 0      | 1     | 1     |
| Triatlon     | 0   | 0      | 1     | 1     |
| Total        | 2   | 6      | 2     | 10    |

## Natație
| Sportiv               | Probă       | Calificări | Calificări | Semifinale | Semifinale | Finală       | Finală       |
| Sportiv               | Probă       | Timp       | Loc        | Timp       | Loc        | Timp         | Loc          |
| --------------------- | ----------- | ---------- | ---------- | ---------- | ---------- | ------------ | ------------ |
| Michael Meyer         | 400 m mixt  | 4:18,13    | 17         | N/A        | N/A        | Nu a avansat | Nu a avansat |
| Sebastien Rousseau    | 400 m mixt  | 4:18,72    | 21         | N/A        | N/A        | Nu a avansat | Nu a avansat |
| Myles Brown           | 400 m liber | 3:45,92    | 12         | N/A        | N/A        | Nu a avansat | Nu a avansat |
| Cameron van der Burgh | 100 m bras  | 59,35      | 7 C        | 59,21      | 3 C        | 58,69        | Argint       |